# Erwin Stein
Pour les articles homonymes, voir Stein.
Erwin Stein  est un footballeur ouest-allemand puis allemand né le 10 juin 1935 à Francfort-sur-le-Main et mort le 26 juillet 2024. Il est assigné au poste d'attaquant.

## Biographie

### En club
Erwin Stein commence sa carrière avec le FFC Olympia 07 en 1953,.
Il est joueur du SpVgg Griesheim 02 (de) de 1954 à 1959,.
En 1959, il rejoint l'Eintracht Francfort,,.
Lors de la campagne de Coupe des clubs champions en 1959-1960, Erwin Stein dispute six matchs et marque cinq buts. Il marque un doublé lors de la finale : l'Eintracht Francfort s'incline contre le Real Madrid 3-7.
En 1966, il est transféré au SV Darmstadt 98, club qu'il représente pendant trois saisons,.
Après une dernière saison 1969-1970 au SpVgg Griesheim 02 (de), Erwin Stein raccroche les crampons,.
En première division allemande, il a disputé au total 41 matchs joués, pour un total de 14 buts marqués.

### En équipe nationale
International ouest-allemand, il reçoit une unique sélection en équipe d'Allemagne de l'Ouest pour un but marqué,.
Il joue et marque un but le 20 mai 1959 en amical contre la Pologne (match nul 1-1).